# Правило на Алън
Правилото на Алън е правило в биогеографията, формулирано от Джоел Асаф Алън през 1877 година, което общо гласи, че животни, адаптирани за живот в по-студени климати, имат по-къси крайници от животни, адаптирани за живот в по-топли климати. По-конкретно правилото твърди, че съотношението на телесната площ към телесния обем при топлокръвни животни варира в зависимост от средната температура на хабитата, към който са адаптирани (т.е. съотношението е ниско при студени климати и високо при топли климати).

## Обяснение
Правилото на Алън гласи, че топлокръвните животни с един и същ телесен обем имат различна телесна площ в зависимост от географското им разпространение, което съответно подпомага или предотвратява отделянето на телесна топлина.
Тъй като животните, обитаващи региони с по-студен климат, имат нужда да съхраняват колкото се може повече от топлината си, правилото на Алън предсказва, че такива животни трябва да са развили относително по-ниско съотношение между телесна площ и телесна маса, за да минимизират повърхността, с която отделят телесна топлина, и по този начин да задържат повече топлина в тялото си. За животните, обитаващи по-топли климати, правилото на Алън твърди обратното – те трябва да имат по-голямо съотношение на телесна площ към телесна маса, за да се избегне прегряването и да се максимизира отделянето на топлина от повърхността на тялото.

## При животните
Въпреки че правилото на Алън има и множество изключения, много животински популации изглежда се придържат към него. Полярната мечка има къси крайници и много малки уши, което отговаря на предвиждането на правилото. През 2007 година едно изследване на дължината на краката на морските птици открива, че дължината на откритата част от краката им е в отрицателна корелация със стойността, получена като разлика на телесната температура и минималната температура на околната среда, което се явява в подкрепа на правилото на Алън. Друго изследване, на планинската жаба, показва, че дължините на големия пищял и бедрената им кост са най-големи при популациите, обитаващи средни географски ширини, което е в съзвучие с правилото на Алън за студенокръвните животни. Популациите от същия вид, обитаващи други географски ширини, също следват правилото.
Изследването от 2007 година твърди, че правилото на Алън има слаба емпирича подкрепа, дори и да се смята за „установена догма в екологията“, и че потвърждението на правилото основно се открива в изследвания на отделни биологични видове, тъй като изследванията на множество видове се „объркват“ от скалиращия ефект в правилото на Бергман и други фактори, които противоречат на правилото на Алън.
Изследване от 2011 година посочва, че въпреки че правилото на Алън е оригинално формулирано за топлокръвните животни, то е приложимо и за студенокръвните, които извличат телесната си топлина от околната среда. Съгласно това проучване, студенокръвните с по-малко съотношение на телесна площ към телесен обем, по-бавно се загряват и охлаждат, и тази им устойчивост на температурни промени може да се адаптира в „термично хетерогенни среди“. Изказано е мнението, че интересът към правилото на Алън се подновява и повишава с изследванията на глобалното затопляне заради „микроеволюционните промени“, които правилото на Алън предвижда.

## При хората
Отчетливите разлики в дължините на крайниците се забелязват, когато различни групи от дадена човешка популация обитават различни надморски височини. На по-висока надморска височина по правило температурата на околната среда е по-ниска. В Перу е установена тенденцията индивидите, живели в планински райони на по-големи надморски височини, да имат по-къси крайници в сравнение с индивидите от същата популация, обитавали по-ниско разположените крайбрежни територии, които като цяло имат по-дълги крайници.

## Фактори
Фактор, допринасящ за правилото на Алън при гръбначните животни, вероятно е това, че растежът на хрущялната тъкан поне отчасти зависи от температурата. Температурата може пряко да влияе на растежа на хрущялите, което дава приблизително биологично обяснение на правилото. Експерименти са правени с растеж на мишки на 7, 21 и 27 градуса Целзий и измерване на опашките и ушите им. Резултатът от експеримента е, че опашките и ушите на мишките, отгледани при ниски температури, са чувствително по-малки в сравнение с опашките и ушите на мишките, отгледани на по-топло, въпреки че телесното тегло на всички мишки е било еднакво. Установено е и че при мишките, отгледани на студено, има по-слабо оросяване на крайниците. При експерименти за растеж на кости при различни температури е установено, че при образци, израснали на по-високи температури, се наблюдава чувствително по-голям растеж на хрущялна тъкан в сравнение с тези, израснали на по-ниски температури.